# 1976年モントリオールオリンピックの競泳競技
1976年モントリオールオリンピックの競泳競技（1976ねんモントリオールオリンピックのきょうえいきょうぎ）は、1976年7月18日から7月26日までの競技日程で実施された。

## 概要
前回大会まで行われていた男女200m個人メドレーと男子4x100m自由形リレーが今大会では実施されず、男女とも13種目で争われた。

## 競技結果

### 男子
| 種目                   | 金                                                                                         | 金         | 銀 | 銀         | 銅                                                                                           | 銅         |
| ---------------------- | ------------------------------------------------------------------------------------------ | ---------- | --- | ---------- | -------------------------------------------------------------------------------------------- | ---------- |
| 100m自由形             | ジム・モンゴメリー アメリカ合衆国 (USA)                                                    | 49秒99     | ジャック・ババショフ アメリカ合衆国 (USA)                                                                | 50秒81     | ペーター・ノッケ 西ドイツ (FRG)                                                              | 51秒31     |
| 200m自由形             | ブルース・ファーニス アメリカ合衆国 (USA)                                                  | 1分50秒29  | ジョン・ネーバー アメリカ合衆国 (USA)                                                                    | 1分50秒50  | ジム・モンゴメリー アメリカ合衆国 (USA)                                                      | 1分50秒58  |
| 400m自由形             | ブライアン・グッデル アメリカ合衆国 (USA)                                                  | 3分51秒93  | ティム・ショー アメリカ合衆国 (USA)                                                                      | 3分52秒54  | ウラジミール・ラスカトフ ソビエト連邦 (URS)                                                  | 3分55秒76  |
| 1500m自由形            | ブライアン・グッデル アメリカ合衆国 (USA)                                                  | 15分02秒40 | ボビー・ハケット アメリカ合衆国 (USA)                                                                    | 15分03秒91 | ステファン・ホーランド オーストラリア (AUS)                                                  | 15分04秒66 |
| 100m背泳ぎ             | ジョン・ネーバー アメリカ合衆国 (USA)                                                      | 55秒49     | ピーター・ロッカ アメリカ合衆国 (USA)                                                                    | 56秒34     | ローラント・マッテス 東ドイツ (GDR)                                                          | 57秒22     |
| 200m背泳ぎ             | ジョン・ネーバー アメリカ合衆国 (USA)                                                      | 1分59秒19  | ピーター・ロッカ アメリカ合衆国 (USA)                                                                    | 2分00秒55  | ダン・ハリガン アメリカ合衆国 (USA)                                                          | 2分01秒35  |
| 100m平泳ぎ             | ジョン・ヘンケン アメリカ合衆国 (USA)                                                      | 1分03秒11  | デビット・ウィルキー イギリス (GBR)                                                                      | 1分03秒43  | アルビダス・ヨーザイティス ソビエト連邦 (URS)                                                | 1分04秒23  |
| 200m平泳ぎ             | デビット・ウィルキー イギリス (GBR)                                                        | 2分15秒11  | ジョン・ヘンケン アメリカ合衆国 (USA)                                                                    | 2分17秒26  | リック・コレラ アメリカ合衆国 (USA)                                                          | 2分19秒20  |
| 100mバタフライ         | マット・ヴォーゲル アメリカ合衆国 (USA)                                                    | 54秒35     | ジョー・ボトム アメリカ合衆国 (USA)                                                                      | 54秒50     | ゲーリー・ホール・シニア アメリカ合衆国 (USA)                                                | 54秒65     |
| 200mバタフライ         | マイク・ブルーナー アメリカ合衆国 (USA)                                                    | 1分59秒23  | スティーブ・グレッグ アメリカ合衆国 (USA)                                                                | 1分59秒54  | ビル・フォレスター アメリカ合衆国 (USA)                                                      | 1分59秒96  |
| 400m個人メドレー       | ロッド・ストラチャン アメリカ合衆国 (USA)                                                  | 4分23秒68  | ティム・マッキー アメリカ合衆国 (USA)                                                                    | 4分24秒62  | アンドレイ・スミルノフ ソビエト連邦 (URS)                                                    | 4分26秒90  |
| 4 x 200自由形リレー    | アメリカ合衆国 マイク・ブルーナー ブルース・ファーニス ジョン・ネーバー ジム・モンゴメリー | 7分23秒22  | ソビエト連邦 ウラジーミル・ラスタコフ アンドレイ・ボグダノフ セルゲイ・コプリアコフ アンドレイ・クリロフ | 7分27秒97  | イギリス アラン・マクラッチー デイビット・ダン ゴードン・ダウニー ブライアン・ブリンクリー   | 7分32秒11  |
| 4 x 100mメドレーリレー | アメリカ合衆国 ジョン・ネーバー ジョン・ヘンケン マット・ヴォーゲル ジム・モンゴメリー     | 3分42秒22  | カナダ スティーブン・ピッケル グラハム・スミス クレイ・エバンズ ゲイリー・マクドナルド                   | 3分45秒94  | 西ドイツ クラウス・スタインバッハ ウォルター・クッシュ ミヒャエル・クラウス ペーター・ノッケ | 3分47秒29  |

### 女子
| 種目                   | 金                                                                                           | 金        | 銀                                                                                           | 銀        | 銅                                                                                   | 銅        |
| ---------------------- | -------------------------------------------------------------------------------------------- | --------- | -------------------------------------------------------------------------------------------- | --------- | ------------------------------------------------------------------------------------ | --------- |
| 100m自由形             | コルネリア・エンダー 東ドイツ (GDR)                                                          | 55秒65    | ペトラ・プリーマー 東ドイツ (GDR)                                                            | 56秒49    | エニト・ブリギッタ オランダ (NED)                                                    | 56秒65    |
| 200m自由形             | コルネリア・エンダー 東ドイツ (GDR)                                                          | 1分59秒26 | シャーリー・ババショフ アメリカ合衆国 (USA)                                                  | 2分01秒22 | エニト・ブリギッタ オランダ (NED)                                                    | 2分01秒40 |
| 400m自由形             | ペトラ・チューマー 東ドイツ (GDR)                                                            | 4分09秒89 | シャーリー・ババショフ アメリカ合衆国 (USA)                                                  | 4分10秒46 | シャノン・スミス カナダ (CAN)                                                        | 4分14秒60 |
| 800m自由形             | ペトラ・チューマー 東ドイツ (GDR)                                                            | 8分37秒14 | シャーリー・ババショフ アメリカ合衆国 (USA)                                                  | 8分37秒59 | ウェンディ・ウェインバーグ アメリカ合衆国 (USA)                                      | 8分42秒60 |
| 100m背泳ぎ             | ウルリケ・リヒター 東ドイツ (GDR)                                                            | 1分01秒83 | ビルギット・トライバー 東ドイツ (GDR)                                                        | 1分03秒41 | ナンシー・ガラピック カナダ (CAN)                                                    | 1分03秒71 |
| 200m背泳ぎ             | ウルリケ・リヒター 東ドイツ (GDR)                                                            | 2分13秒43 | ビルギット・トライバー 東ドイツ (GDR)                                                        | 2分14秒97 | ナンシー・ガラピック カナダ (CAN)                                                    | 2分15秒60 |
| 100m平泳ぎ             | ハンナロール・アンケ 東ドイツ (GDR)                                                          | 1分11秒16 | リューボフ・ルサノワ ソビエト連邦 (URS)                                                      | 1分13秒04 | マリーナ・コシェバヤ ソビエト連邦 (URS)                                              | 1分13秒30 |
| 200m平泳ぎ             | マリーナ・コシェバヤ ソビエト連邦 (URS)                                                      | 2分33秒35 | マリナ・ユルチェニア ソビエト連邦 (URS)                                                      | 2分36秒08 | リューボフ・ルサノワ ソビエト連邦 (URS)                                              | 2分36秒22 |
| 100mバタフライ         | コルネリア・エンダー 東ドイツ (GDR)                                                          | 1分00秒13 | アンドレア・ポラック 東ドイツ (GDR)                                                          | 1分00秒98 | ウェンディ・ボグリオリ アメリカ合衆国 (USA)                                          | 1分01秒17 |
| 200mバタフライ         | アンドレア・ポラック 東ドイツ (GDR)                                                          | 2分11秒41 | ウルリケ・タウバー 東ドイツ (GDR)                                                            | 2分12秒50 | ローズマリー・ガブリエル 東ドイツ (GDR)                                              | 2分12秒86 |
| 400m個人メドレー       | ウルリケ・タウバー 東ドイツ (GDR)                                                            | 4分42秒77 | シェリル・ギブソン カナダ (CAN)                                                              | 4分48秒10 | ベッキー・スミス カナダ (CAN)                                                        | 4分50秒48 |
| 4 x 100m自由形リレー   | アメリカ合衆国 キム・ペイトン ジル・スターケル シャーリー・ババショフ ウェンディ・ボグリオリ | 3分44秒82 | 東ドイツ ペトラ・プリーマー コルネリア・エンダー クラウディア・ヘンペル アンドレア・ポラック | 3分45秒50 | カナダ ベッキー・スミス ゲイル・アマンドラッド バーバラ・クラーク アン・ジャーディン | 3分48秒81 |
| 4 x 100mメドレーリレー | 東ドイツ ウルリケ・リヒター ハンナロール・アンケ コルネリア・エンダー アンドレア・ポラック   | 4分07秒95 | アメリカ合衆国 カミラ・ライト シャーリー・ババショフ リンダ・ジェゼック ローリー・シーリング | 4分14秒55 | カナダ スーザン・スローン ロビン・コルシグリア ウェンディ・ホッグ アン・ジャーディン | 4分15秒22 |

## 各国メダル数
| 順 | 国・地域             | 金 | 銀 | 銅 | 計 |
| -- | -------------------- | -- | -- | -- | -- |
| 1  | アメリカ合衆国 (USA) | 13 | 14 | 7  | 34 |
| 2  | 東ドイツ (GDR)       | 11 | 6  | 2  | 19 |
| 3  | ソビエト連邦 (URS)   | 1  | 3  | 5  | 9  |
| 4  | イギリス (GBR)       | 1  | 1  | 1  | 3  |
| 5  | カナダ (CAN)         | 0  | 2  | 6  | 8  |
| 6  | 西ドイツ (FRG)       | 0  | 0  | 2  | 2  |
| 6  | オランダ (NED)       | 0  | 0  | 2  | 2  |
| 8  | オーストラリア (AUS) | 0  | 0  | 1  | 1  |